# Peter Osgood
Pour les articles homonymes, voir Osgood.
Peter Osgood, né le 20 février 1947 et mort le 1er mars 2006, est un footballeur international anglais.
Il fait partie du premier âge d'or du club de Chelsea durant les années 70. Il est à ce jour, le seul joueur des Blues à avoir une statue à l'entrée du stade de Stamford Bridge.

## Biographie

### En club
Il débute en décembre 1964 à l'âge de 17 ans avec le Chelsea, club avec lequel il inscrit 150 buts en 380 matchs, toutes compétitions confondues, le tout en huit saisons. Il réalise sa meilleure performance avec Chelsea lors de la saison 1969-1970, où il inscrit 23 buts en Premier League. 
Avec Chelsea, il atteint les demi-finales de la Coupe des villes de foires en 1966, en étant battu par le FC Barcelone. Il remporte ensuite la Coupe d'Europe des vainqueurs de coupes en 1971, en s'imposant face au Real Madrid en finale après un match d'appui.
En 1971, il inscrit huit buts en Coupe des coupes, avec un triplé, puis un quintuplé contre le club luxembourgeois de la Jeunesse Hautcharage.
Il poursuit sa carrière en jouant pour le Southampton entre 1974 et 1976, puis le Norwich City entre 1976 et 1977.
Il évolue ensuite aux États-Unis, avec le Philadelphia Fury en 1978, avant de revenir à Chelsea en 1979.
Le bilan de sa carrière en club s'élève à 440 matchs en championnats pour 134 buts inscrits, avec notamment 301 matchs pour 107 buts en Premier League.

### En équipe nationale
Peter Osgood reçoit quatre sélections en équipe d'Angleterre entre 1970 et 1973.
Il joue son premier match en équipe nationale le 25 février 1970, en amical contre la Belgique (victoire 1-3 à Anderlecht).
Retenu par le sélectionneur Alf Ramsey afin de disputer le mondial 1970 organisé au Mexique, il joue deux matchs lors de cette compétition : contre la Roumanie, puis contre la Tchécoslovaquie, avec à la clé deux victoires.
Il reçoit sa dernière sélection le 14 novembre 1973, en amical contre l'Italie (défaite 0-1 à Londres).

## Statistiques
| Performances en club  | Performances en club  | Performances en club  | Championnat | Championnat | FA Cup      | FA Cup      | League Cup | League Cup | Europe   | Europe   | Total  | Total |
| Saison                | Club                  | Championnat           | Matchs      | Buts        | Matchs      | Buts        | Matchs     | Buts       | Matchs   | Buts     | Matchs | Buts  |
| Angleterre            | Angleterre            | Angleterre            | Championnat | Championnat | FA Cup      | FA Cup      | League Cup | League Cup | Europe   | Europe   | Total  | Total |
| --------------------- | --------------------- | --------------------- | ----------- | ----------- | ----------- | ----------- | ---------- | ---------- | -------- | -------- | ------ | ----- |
| 1964–65               | Chelsea               | First Division        | 0           | 0           | 0           | 0           | 1          | 2          | 0        | 0        | 1      | 2     |
| 1965–66               | Chelsea               | First Division        | 32          | 7           | 5           | 1           | 0          | 0          | 11       | 3        | 48     | 11    |
| 1966–67               | Chelsea               | First Division        | 10          | 6           | 0           | 0           | 2          | 0          | 0        | 0        | 12     | 6     |
| 1967–68               | Chelsea               | First Division        | 42          | 16          | 5           | 1           | 1          | 0          | 0        | 0        | 48     | 17    |
| 1968–69               | Chelsea               | First Division        | 35          | 9           | 5           | 3           | 3          | 0          | 4        | 1        | 47     | 13    |
| 1969–70               | Chelsea               | First Division        | 38          | 23          | 7           | 8           | 3          | 0          | 0        | 0        | 48     | 31    |
| 1970–71               | Chelsea               | First Division        | 27          | 5           | 3           | 1           | 3          | 2          | 7        | 4        | 41     | 12    |
| 1971–72               | Chelsea               | First Division        | 36          | 18          | 3           | 1           | 9          | 4          | 4        | 8        | 52     | 31    |
| 1972–73               | Chelsea               | First Division        | 38          | 11          | 5           | 4           | 7          | 2          | 0        | 0        | 50     | 17    |
| 1973–74               | Chelsea               | First Division        | 21          | 8           | 0           | 0           | 1          | 0          | 0        | 0        | 22     | 8     |
| 1973–74               | Southampton           | First Division        | 10          | 1           |             |             |            |            |          |          |        |       |
| 1974–75               | Southampton           | Second Division       | 40          | 13          |             |             |            |            |          |          |        |       |
| 1975–76               | Southampton           | Second Division       | 33          | 6           |             |             |            |            |          |          |        |       |
| 1976–77               | Southampton           | Second Division       | 30          | 5           |             |             |            |            |          |          |        |       |
| 1976–77               | Norwich City          | First Division        | 3           | 0           |             |             |            |            |          |          |        |       |
| 1977–78               | Southampton           | Second Division       | 13          | 3           |             |             |            |            |          |          |        |       |
| USA                   | USA                   | USA                   | Championnat | Championnat | US Open Cup | US Open Cup | League Cup | League Cup | CONCACAF | CONCACAF | Total  | Total |
| 1978                  | Philadelphia Fury     | NASL                  | 22          | 1           |             |             |            |            |          |          |        |       |
| Angleterre            | Angleterre            | Angleterre            | Championnat | Championnat | FA Cup      | FA Cup      | League Cup | League Cup | Europe   | Europe   | Total  | Total |
| 1978–79               | Chelsea               | First Division        | 9           | 2           | 1           | 0           | 0          | 0          | 0        | 0        | 10     | 2     |
| 1979–80               | Chelsea               | Second Division       | 1           | 0           | 0           | 0           | 0          | 0          | 0        | 0        | 1      | 0     |
| Total                 | Angleterre            | Angleterre            | 418         | 133         |             |             |            |            |          |          |        |       |
| Total                 | USA                   | USA                   | 22          | 1           |             |             |            |            |          |          |        |       |
| Total sur la carrière | Total sur la carrière | Total sur la carrière | 440         | 134         |             |             |            |            |          |          |        |       |

## Palmarès
- Vainqueur de la Coupe d'Angleterre (FA Cup) en 1970 avec Chelsea et 1976 avec Southampton
- Vainqueur de la Coupe d'Europe des vainqueurs de coupes en 1971 avec Chelsea